# Fadet oranais
Coenonympha austauti
Espèce
Le Fadet oranais (Coenonympha austauti) est une espèce de lépidoptères (papillons) appartenant à la famille des Nymphalidae, à la sous-famille des Satyrinae et au genre Coenonympha.

## Dénomination
Coenonympha austauti a été nommé par Charles Oberthür en 1881.
Synonyme : Coenonympha dorus var. austauti Oberthür, 1881.
Il est soit considéré comme une sous-espèce de Coenonympha dorus (Esper, 1782) le Fadet des garrigues, soit comme une semi-espèce soit comme une espèce,.

### Noms vernaculaires
Le Fadet oranais se nomme Austaut's Algerian Heath en anglais.

## Description
Le Fadet oaranais est un petit papillon au dessus de couleur orangée très suffusé de marron chez le mâle, moins chez la femelle avec un gros ocelle aveugle à l'apex des antérieures et aux postérieures une ligne d'ocelles en courbe convexe.
Le revers est orangé avec à l'apex des antérieures un gros ocelle pupillé et cerclé de jaune et aux postérieures dans une bande blanche irrégulière une ligne d'ocelles avec ceux en e4 et e5 décalés.

## Biologie

### Période de vol et hivernation
Il vole en une seule génération, de début juin à début août.

### Plantes hôtes
Ses plantes hôtes sont diverses poacées (graminées).

## Écologie et distribution
Il est présent en Afrique du Nord dans le nord-est du Maroc et l'ouest de l'Algérie,.

### Biotope
Il réside dans les lieux pierreux.